# Abacena chorrera
Abacena chorrera là một loài bướm đêm trong họ Noctuidae.